# 角池恵里菜
角池 恵里菜（かくいけ えりな、1995年7月31日 - ）は、日本の元子役および元女優である。
神奈川県出身。身長162cm。かつてはムーン・ザ・チャイルドに所属していた。

## 出演

### テレビドラマ
- 女王の教室スペシャル（2006年、日本テレビ）
- 演歌の女王 第3話（2007年、日本テレビ） - 貞子をいじめる 役
- 翼の折れた天使たち 第4夜『商品』（2007年、フジテレビ）
- ドリーム☆アゲイン 第8話（2007年、日本テレビ） - エリナ 役
- 先生はエライっ!（2008年、日本テレビ）
- スクラップ・ティーチャー〜教師再生〜（2008年、日本テレビ） - 福島恵里菜 役
- 赤鼻のセンセイ 第4話（2009年7月29日、日本テレビ） - 岡田友理 役
- 高校生レストラン（2011年、日本テレビ） - 横山茜 役
- 35歳の高校生 最終回（2013年、日本テレビ） - 島の女子高生 役

### バラエティ
- おはスタ 第1部・ガチャスタ（2006年4月 - 9月、テレビ東京） - おはキッズ

### 教養番組
- 怖いけど知りたい体の話（2007年9月 - 、スカパー!サイエンスチャンネル、制作・国立研究開発法人科学技術振興機構） - 司会

### 映画
- BIO-TIDE制作 BLUE FILMS vol.1 SHORT FILMS CIRCUIT「NATSUMISAN」（2004年4月）
- 劇場版 零 ゼロ（2014年9月）
- 寄生獣（2014年11月）-美術部員女子高生

### CM
- オムロン 検温くん（2002年）
- 東北電力（2002年）
- タカラ（現・タカラトミー） 夢いぬ（2003年）
- マクドナルド ハッピーセット「Mr.インクレディブル」（2004年11月 - 12月）
- 任天堂 マリオパーティ7（2005年）
- タカラトミー てづくり倶楽部 コミックスララ まんが家入門セット（2006年）
- 小学館ミュージック&デジタル エンタテイメント きらりん☆レボリューション公式ケータイサイト（2006年）
- 関西電力 ケイ・オプティコム（2007年）